# 赤松凝淵斉
赤松 凝淵斉（あかまつ ぎょうえんさい、生没年不詳）は、戦国時代の武将。小田氏治の家臣で、小田四天王の一人。赤松則実と同一人物であるとも言われる。

## 経歴
手子生城主または和取城城主と伝わる（和取城主の赤松三河守との関係性は不明） 。山王堂の戦いでは上杉謙信が地元のものにこの辺りに名の知れた武士はいないかと聞いたところ、海老ヶ島の平塚入道自省と小田四天王の菅谷・飯塚・赤松・手塚の名を挙げた。戦では小田方の凝淵斉を初め、菅谷政貞、信太治房、平塚弥四郎らは敵を寄せつけじと、弓・鉄砲・槍・薙刀で応戦した。